# NGC 2711
NGC 2711 is een balkspiraalstelsel in het sterrenbeeld Kreeft. Het hemelobject werd op 28 maart 1864 ontdekt door de Duitse astronoom Albert Marth.

## Ecliptica
Het stelsel NGC 2711 bevindt zich betrekkelijk dicht tegen de Ecliptica, hetgeen betekent dat het regelmatig, vanaf de Aarde gezien, kan bedekt worden door de Maan en de planeten van het Zonnestelsel. NGC 2711 is een halve graad oostwaarts van de koolstofster X Cancri te vinden (CGCS 2378).

## Synoniemen
- UGC 4688
- MCG 3-23-20
- ZWG 90.42
- IRAS08545+1728
- PGC 25164